# 恩田正一

恩田正一

恩田 正一（おんだ しょういち、1907年〈明治40年〉7月25日 - 1989年〈平成元年〉8月20日）は日本の政治家、社会運動家。群馬県議会議員、渡良瀬川鉱毒根絶期成同盟会長。

## 略歴・人物
1907年（明治40年）、群馬県山田郡毛里田村（現・太田市）に生まれる。父は政七、母は寿世。1926年（大正15年）群馬県立太田中学校（現・群馬県立太田高等学校）を卒業し、慶應義塾大学英文学部予科へ進学するが中退。法政大学法学部を卒業する。
大学卒業後は家業の農業に従事。酪農も始めて東毛酪農協同組合を創立、初代会長に推された。群馬県毛里田村農業協同組合長、群馬県養蚕農協連合会会長を歴任。1947年（昭和22年）に無所属で群馬県議会議員に当選する。当選後に民主党に入党。1951年（昭和26年）に任期満了で退任した。のち自由民主党群馬県連相談役。
1958年（昭和33年）に毛里田村鉱毒根絶期成同盟会（のちに渡良瀬川鉱毒根絶期成同盟会）を結成、会長に就任する。恩田は政府の経済企画庁水質審議会第6部専門委員に就任することなったため1962年（昭和37年）12月に会長を辞任。水質審議会第6部会では行政側・学者側の中にあって渡良瀬川の水質基準を高津戸において銅濃度0.02ppmで主張したが、1967年（昭和42年）に専門部会は0.06ppmという甘い水準で決定するに至った。さらに同盟会も切り崩されて孤立し、専門委員を辞任することとなった。
1989年（平成元年）8月20日、急性肺炎にて自宅で死去、82歳。墓所は太田市矢田堀町の瑞岩寺。

## 渡良瀬川鉱毒根絶期成同盟会
恩田の生まれ住んだ毛里田村は古河鉱業足尾銅山の鉱毒被害を受けた土地の一つだった。1958年（昭和33年）5月30日、鉱山廃棄物堆積場の源五郎沢が決壊したことにより毛里田村をはじめとする渡良瀬川下流域に被害が発生したことが運動の契機となる。同年7月10日、恩田を会長として被害農家らにより毛里田村鉱毒根絶期成同盟会が結成され、「古河鉱業の責任追及」「鉱毒の完全防止」「損害賠償獲得」をスローガンに掲げた。その後、東毛3市3郡に運動は拡大し、同年8月2日に渡良瀬川鉱毒根絶期成同盟会が結成されるに至った。1962年（昭和37年）に恩田が水質審議会第6部専門委員にあげられたことで、後任会長には板橋明治が就任した。

## 著書
- 「足尾銅山鉱毒被害をめぐって」（『ジュリスト』臨時増刊71年11月10日号）

### 共著
- 『公害被害者の論理』（勁草書房、1973）